# Livia Renata Souza
Livia Renata Souza, detta Livinha (Araraquara, 11 marzo 1991), è una lottatrice di arti marziali miste brasiliana.
Combatte nella divisione dei pesi paglia per l'organizzazione statunitense Invicta FC, nella quale è l'attuale campionessa di categoria dal 2015.
In patria è stata detentrice del titolo dei Pesi mosca Predator FC e del titolo dei pesi paglia Circuito Talent de MMA.
È un'esperta di grappling, cintura nera sia di jiu jitsu brasiliano che di judo.

## Carriera nelle arti marziali miste

### Inizi in Brasile
Livia Renata Souza debutta come professionista di MMA nel 2013 come peso mosca, venendo subito chiamata a combattere per il titolo di categoria nella promozione di São José do Rio Preto Predator FC: Livinha s'impone con una sottomissione durante la prima ripresa, divenendo campionessa.
Lo stesso anno difende la cintura di campionessa contro Andressa Rocha e sconfigge per ben due volte la più esperta Aline Sattelmayer.
Sempre nel 2013 scende nella categoria dei pesi paglia dove sottomette Bianca Reis in soli 42 secondi.
Nel 2014 vince un ulteriore incontro prima di una nuova sfida titolata per la cintura dei pesi paglia Circuito Talent de MMA: qui s'impone per sottomissione in meno di un minuto contro la navigata Camila Lima (record: 7-5), vincendo il suo secondo titolo in carriera.

### Invicta Fighting Championships
Con un record in carriera di 7 vittorie e nessuna sconfitta nel 2015 Livinha venne messa sotto contratto dalla prestigiosa organizzazione statunitense Invicta FC, la quale le assegnò un ruolo da contendente per affrontare la campionessa in carica Katja Kankaanpää, anch'essa molto abile nel grappling: Souza si dimostrò all'altezza dell'avversaria per buona parte dell'incontro e durante la quarta ripresa riuscì a chiudere un efficace triangolo, imponendo la resa alla finlandese e divenendo la nuova campionessa dei pesi paglia Invicta FC.

### Risultati nelle arti marziali miste
| Risultato | Record | Avversario           | Metodo                           | Evento                                  | Data              | Round | Tempo | Città                          | Note                                         |
| --------- | ------ | -------------------- | -------------------------------- | --------------------------------------- | ----------------- | ----- | ----- | ------------------------------ | -------------------------------------------- |
| Vittoria  | 8-0    | Katja Kankaanpää     | Sottomissione (triangolo)        | Invicta FC 12: Kankaanpää vs. Souza     | 24 aprile 2015    | 4     | 3:58  | Kansas City, MO, Stati Uniti   | Vince il titolo dei Pesi Paglia Invicta FC   |
| Vittoria  | 7–0    | Camila Lima          | Sottomissione (rear naked choke) | Circuito Talent de MMA 12               | 20 settembre 2014 | 1     | 0:47  | Itatiba, Brasile               | Vince il titolo dei Pesi Paglia CTMMA        |
| Vittoria  | 6–0    | Edlaine França Godoy | Sottomissione (armbar)           | X-Fight MMA 9                           | 21 agosto 2014    | 1     | 4:01  | Araraquara, Brasile            |                                              |
| Vittoria  | 5–0    | Bianca Reis          | Sottomissione (triangolo)        | Costa Combat                            | 14 dicembre 2013  | 1     | 0:42  | Anhembi, Brasile               | Passa ai Pesi Paglia                         |
| Vittoria  | 4–0    | Aline Sattelmayer    | Decisione (unanime)              | Circuito Talent de MMA 4: Etapa Itatiba | 26 ottobre 2013   | 3     | 5:00  | Itatiba, Brasile               |                                              |
| Vittoria  | 3–0    | Andressa Rocha       | Sottomissione (armbar)           | Predator FC 24                          | 9 agosto 2013     | 2     | 4:02  | São José do Rio Preto, Brasile | Difende il titolo dei Pesi Mosca Predator FC |
| Vittoria  | 2–0    | Aline Sattelmayer    | Sottomissione (heel hook)        | X-Fight MMA 6                           | 27 luglio 2013    | 1     | 0:24  | Matão, Brasile                 |                                              |
| Vittoria  | 1–0    | Cintia Candela Faria | Sottomissione (armbar)           | Predator FC 23                          | 9 marzo 2013      | 1     | 2:35  | São José do Rio Preto, Brasile | Vince il titolo dei Pesi Mosca Predator FC   |